# Thiên nga đen (phim)
Thiên nga đen là một bộ phim tâm lý kinh dị đạo diễn bởi Darren Aronofsky với sự góp mặt của các diễn viên Natalie Portman, Vincent Cassel và Mila Kunis. Cốt truyện của phim xoay quanh một tác phẩm của nhà soạn nhạc Tchaikovsky mang tên Hồ thiên nga sắp được sản xuất bởi một công ty có uy tín tại New York. Tác phẩm này đòi hỏi nữ vũ công ba lê phải diễn được sự ngây thơ trong sáng của Thiên nga trắng (White Swan) và cả sự dâm dục của Thiên nga đen (Black Swan). Có một vũ công tên Nina (Portman) hoàn toàn phù hợp để diễn vai Thiên nga trắng, trong khi đó một vũ công khác là Lily (Kunis) có những cá tính hợp với vai Thiên nga đen. Khi hai cô gái tranh đua cho vai diễn, Nina đã tìm được phần tăm tối trong con người của chính mình.
Aronofsky hình thành trong đầu kế hoạch cho bộ phim bằng cách liên kết những hình ảnh trong tác phẩm Hồ thiên nga với một kịch bản chưa thực hiện về những diễn viên dự bị và những ý niệm về việc bị ám ảnh bởi cả hai tính cách, tương tự với những con ma trong con người đang sống thường thấy ở các câu chuyện dân gian. Aronofsky trích dẫn tiểu thuyết "The Double" của Fyodor Dostoyevsky là một nguồn cảm hứng khác cho bộ phim. Ông cũng xem Thiên nga đen là một mảnh ghép đôi với bộ phim 2008 của ông là The Wrestler, cả hai bộ phim đều gồm những màn trình diễn đòi hỏi luyện tập chuyên cần và khắt khe của những loại hình nghệ thuật khác nhau. Ông ấy và Portman thảo luận lần đầu về dự án này vào năm 2000, và sau đó là một bản tóm tắt kế hoạch cho Universal Studios, Thiên nga đen được sản xuất tại New York vào năm 2009 bởi Fox Searchlight Pictures. Portman và Kunis đã phải tập múa balê trong nhiều tháng trời trước khi đóng phim và những điểm nổi bật đáng chú ý trong thế giới ba lê nhằm giúp bộ phim có một định hướng ba lê rõ rệt.
Bộ phim được công chiếu mở màn cho Liên hoan phim quốc tế Venice lần thứ 67 vào ngày 1 tháng 9 năm 2010. Sau đó nó được phát hành giới hạn tại Mỹ vào ngày 3 tháng 12 năm 2010 và mở rộng thị trường toàn quốc vào ngày 17 tháng 12. Thiên nga đen nhận được nhiều lời khen ngợi sau khi phát hành, đặc biệt là vai diễn của Portman và đạo diễn Aronofskyn. Portman đã đoạt giải Oscar cho nữ diễn viên chính xuất sắc nhất, đồng thời nhiều giải khác trong hàng loạt các lễ trao giải và liên hoan phim, trong khi đó Aronofsky được đề cử giải Oscar cho đạo diễn xuất sắc nhất. Ngoài ra, bộ phim của được nhận đề cử giải Oscar cho phim xuất sắc nhất.

## Cốt truyện
Nina Sayers (Natalie Portman) là một vũ công trẻ của một công ty ba lê danh thế tại New York. Cô ấy sống với mẹ, Erica (Barbara Hershey), trước đây từng là vũ công nhưng giờ thì trở thành nghệ sĩ nghiệp dư, bà đã kết thúc sự nghiệp của mình ở tuổi 28 khi có thai Nina.
Công ty ba lê đang chuẩn bị để diễn vở Hồ thiên nga. Đạo diễn là Thomas Leroy (Vincent Cassel) phải chọn một người mới để làm vũ công chính vì anh ta đã buộc vũ công chính hiện tại của mình là Beth Macintyre (Winona Ryder) nghỉ việc. Người đóng vai chính này phải có khả năng phác họa được sự ngây thơ mong manh của Thiên nga trắng và sự tối tăm, dâm dục, xấu xa của người chị em sinh đôi là Thiên nga đen. Nina được chọn để tranh tài cùng các vũ công khác. Sau màn nhảy thử khá tệ của mình, cô đến gặp Thomas để đề nghị anh ta xem xét lại và cho cô vai diễn. Anh ấy nói rằng kỹ thuật cứng nhắc của cô ấy rất lý tưởng cho vai Thiên nga trắng, nhưng cô ấy lại thiếu niềm đam mê để nhảy vai Thiên nga đen. Sau đó anh ta hôn cô ấy một cách cưỡng ép cho đến khi cô ấy cắn vào môi anh ta. Và cuối cùng Nina được chọn cho vai Nữ hoàng Thiên nga (Swan Queen). Beth say rượu và giận dữ đe dọa Thomas và Nina, sau đó cô ta bị tông xe và bị thương trầm trọng, Thomas tin rằng đây là một vụ cố ý tự sát.
Nina bắt đầu chứng kiến những sự việc kỳ lạ xảy ra xung quanh mình. Trong khi đó, Thomas càng ngày càng chỉ trích sự lạt lẽo trong những điệu nhảy của Nina trong vai Thiên nga đen và nói rằng cô ấy nên ngừng trở thành một người cầu toàn và dần làm mất chính mình trong vai diễn. Cô ấy bắt đầu làm quen với một vũ công khác trong công ty là Lily (Mila Kunis), người mà Thomas miêu tả có những phẩm chất mà Nina thiếu. Mối quan hệ giữa 2 vũ công trở nên lạnh nhạt vì sự hớ hênh trong lời ăn tiếng nói của Lily, để bù cho chuyện đó, Lily xuất hiện tại cửa nhà của Nina và mời cô ấy ra ngoài vào buổi tối. Lúc đầu Nina khá do dự, nhưng quyết định đi cùng Lily, chống đối lại mẹ mình. Sau đó, Lily mời Nina một viên thuốc lắc. Sau khi trở về căn hộ, Nina cãi nhau với mẹ mình. Cô tự chặn cửa phòng lại và quan hệ tình dục với Lily. Sáng hôm sau, Nina thức dậy một mình và nhận ra mình đã trễ cho buổi diễn tập. Khi đến trường quay, cô ấy thấy Lily đang nhảy vai Nữ hoàng Thiên nga. Tức giận, cô đối mặt với Lily và hỏi tại sao không đánh thức cô ấy dậy vào buổi sáng. Lily nói rằng cô ta đã dành cả đêm với một gã đàn ông gặp trong câu lạc bộ đêm, và phát hiện ra rằng Nina đã tưởng tượng toàn bộ tình tiết tình dục đó.
Những ảo giác của Nina càng trở nên dữ dội hơn trong những buổi diễn tập và ở nhà, lên đến đỉnh điểm trong một trận đánh nhau với mẹ mình và sau đó bất tỉnh. Lo ngại về những biểu hiện thất thường của con gái mình, mẹ của Nina cố gắng ngăn cô ấy tham dự đêm biểu diễn mở màn, nhưng Nina phá cửa và khăng khăng rằng mình có thể nhảy. Lily và Thomas rất bối rối về sự xuất hiện của Nina khi mẹ cô ấy gọi và nói rằng cô ấy bệnh nặng.
Màn diễn đầu hoàn thành rất suôn sẻ cho đến khi Nina bị rối trí khi bị nâng lên và xoay vòng bởi một ảo giác và Hoàng tử (trong kịch) thả cô ấy xuống sân khấu. Quẫn trí, cô ấy trở về phòng thay đồ và thấy Lily đang mặc bộ đồ của Thiên nga đen. Khi Lily thông báo rằng cô ấy có ý định diễn vai Thiên nga đen, cô ấy bỗng biến thành chính Nina. Nina và kẻ song sinh này vật lộn và Nina đã đẩy mạnh kẻ đó vào tấm gương và làm vỡ nó. Cô ấy chộp lấy một mảnh gương vỡ và đâm vào bụng kẻ song sinh đó. Nina chợt thấy cái xác đó là của Lily. Cô giấu cái xác, trở lại sân khấu và nhảy vai Thiên nga đen thật nồng nhiệt và dâm dục. Cô ấy còn mọc thêm lông chim và thành cánh chim đen, cô ấy cuối cùng đã bỏ lại bản thân mình và biến thành Thiên nga đen. Vào cuối màn diễn, cô nhận được những tràng pháo tay nhiệt liệt từ khán giả. Khi rời sân khấu, cô gặp Thomas và những người còn lại trong dàn diễn viên đang đến chúc mừng cô cho màn biểu diễn tuyệt vời đó. Nina ôm lấy Thomas và bất chợt hôn anh ta.
Trở lại phòng thay đồ để chuẩn bị cho phần diễn cuối cùng là cái chết của Thiên nga trắng thì Nina nghe có tiếng gõ cửa. Cô mở ra và thấy Lily đến để chúc mừng về màn biểu diễn Thiên nga đen. Nina nhận ra rằng trận giằng co với Lily chỉ là tất cả những ảo ảnh mà cô đã trải qua, tất cả đều là ảo giác, nhưng khi cô nhìn vào gương thì thấy gương vẫn vỡ. Cô thấy một vết thương trên cơ thể mình và nhận ra cô đã tự đâm chính mình, không phải là Lily. Trở lại sân khấu, cô vẫn diễn thật nhiệt tình và liền mạch vai Thiên nga trắng. Trong phút cuối cùng của màn múa ba lê, khi Thiên nga trắng sắp nhảy xuống vách đá, cô nhận ra mẹ mình đang khóc ở hàng ghế khán giả. Cả khán đài nổ ra những tràng pháo tay như sấm khi Nina rơi xuống. Sau đó Thomas và cả đoàn diễn hăng hái đến chúc mừng màn biểu diễn, Lily kinh ngạc đến ghê rợn khi thấy Nina đang chảy máu. Nina nằm đó và bị thương, bộ phim kết thúc với cảnh Nina nhìn chằm chằm lên ánh đèn sân khấu, thì thầm "Tôi đã cảm nhận được nó – Hoàn hảo – Nó thật hoàn hảo," và màn hình chuyển sang màu trắng và khán giả đang reo hò tên cô ấy.

## Vai diễn
Trong danh sách diễn viên vào cuối phim, các diễn viên chính được ghi theo vai của họ trong phim và cả vai trong vở Hồ thiên nga.
- Natalie Portman trong vai Nina Sayers/Nữ hoàng Thiên nga
- Mila Kunis trong vai Lily/Thiên nga đen
- Vincent Cassel trong vai Thomas Leroy/Quý ông
- Barbara Hershey trong vai Erica Sayers/Nữ hoàng
- Winona Ryder trong vai Beth MacIntyre/Thiên nga đã chết
- Benjamin Millepied trong vai David/Hoàng tử
- Ksenia Solo trong vai Veronica/Thiên nga nhỏ
- Kristina Anapau trong vai Galina/Thiên nga nhỏ
- Janet Montgomery trong vai Madeline/Thiên nga nhỏ
- Sebastian Stan trong vai Andrew/Người cầu hôn
- Toby Hemingway trong vai Tom/Người cầu hôn

## Sản xuất

### Ý đồ của đạo diễn

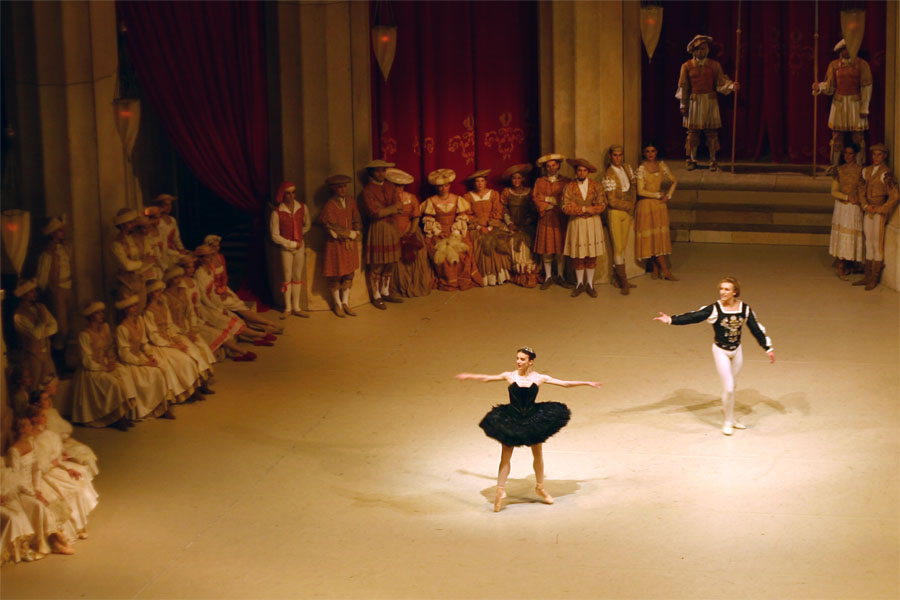
Một cảnh trong vở ba lê Hồ thiên nga khi Thiên nga đen (Odile) đang đánh lừa và quyến rũ Hoàng tử

Darren Aronofsky lần đầu tiên trở nên rất hứng thú với môn nghệ thuật ba lê khi em gái của ông học nhảy tại trường Trung học Biểu diễn Nghệ thuật ở thành phố New York. Ý tưởng cơ bản cho bộ phim bắt đầu khi ông thuê người viết kịch bản phim viết lại một kịch bản gọi là The Understudy (Diễn viên dự bị), đây là một câu chuyện về những diễn viên dự bị ở Broadway và ông đã khám phá ra ý nghĩ về việc bị ám ảnh khi đóng hai vai. Aronofsky nói rằng kịch bản có những yếu tố của bộ phim All About Eve, phim của Roman Polanski - The Tenant, và tiểu thuyết của Fyodor Dostoyevsky là The Double. Người đạo diễn này cũng xem nhiều vở Hồ thiên nga khác nhau, và ông đã liên hệ sự đối lập giữ Thiên nga trắng và Thiên nga đen trong kịch bản của mình. Khi nghiên cứu để sản xuất Thiên nga đen, ông thấy rằng ba lê là "một thế giới rất hẹp hòi", nơi mà những vũ công "không gây ấn tượng bằng phim ảnh". Cho dù vậy, ông cũng đã thấy được những vũ công tích cực và thiếu tích cực khi chia sẻ những kinh nghiệm trong nghề với ông. Ông cũng đứng sau hậu trường để xem đoàn Ba lê Bolshoi biểu diễn tại Trung tâm Biểu diễn Nghệ thuật Lincoln.
Aronofsky xem Thiên nga đen là một mảnh ghép đôi của bộ phim trước đó của ông là The Wrestler, gợi lại một trong những dự án mới đây của ông về chuyện tình giữa một tên đô vật và một nữ vũ công ba lê. Rốt cuộc ông cũng phân ra môn đấu vật và thế giới ba lê vì chúng "quá nhiều cho một bộ phim". Ông so sánh cả hai bộ phim như sau: "Một số người cho rằng đấu vật là loại hình nghệ thuật thấp kém nhất - nếu người ta thậm chí gọi nó là nghệ thuật - và ba lê thì một số người lại xem là môn nghệ thuật cao cấp nhất. Nhưng thật là kỳ diệu với tôi khi thấy sự tương đồng của những nghệ sĩ biểu diễn trong cả hai thế giới đó. Họ đều tạo ra những điều lạ thường khi sử dụng cơ thể của họ để bộc lộ bản thân mình." Về bản chất tâm lý kinh dị trong phim Thiên nga đen, nữ diễn viên Natalie Portman so sánh màu sắc của bộ phim này với tác phẩm của Polanski vào năm 1968 mang tên Rosemary's Baby, trong khi Aronofsky nói rằng Repulsion (1965) của Polanski và The Tenant (1976) là "những ảnh hưởng lớn" trong bộ phim của mình. Nam diễn viên Vincent Cassel cũng so sánh Thiên nga đen với một số bộ phim gần đây của Polanski và cũng so sánh thêm với tác phẩm của David Cronenberg.
Vào năm 2010, Aronofsky thừa nhận có những điểm tương đồng giữa bộ phim anime Perfect Blue và phim Thiên nga đen, nhưng lại nói đó không phải là một sự ảnh hưởng.

### Phân vai

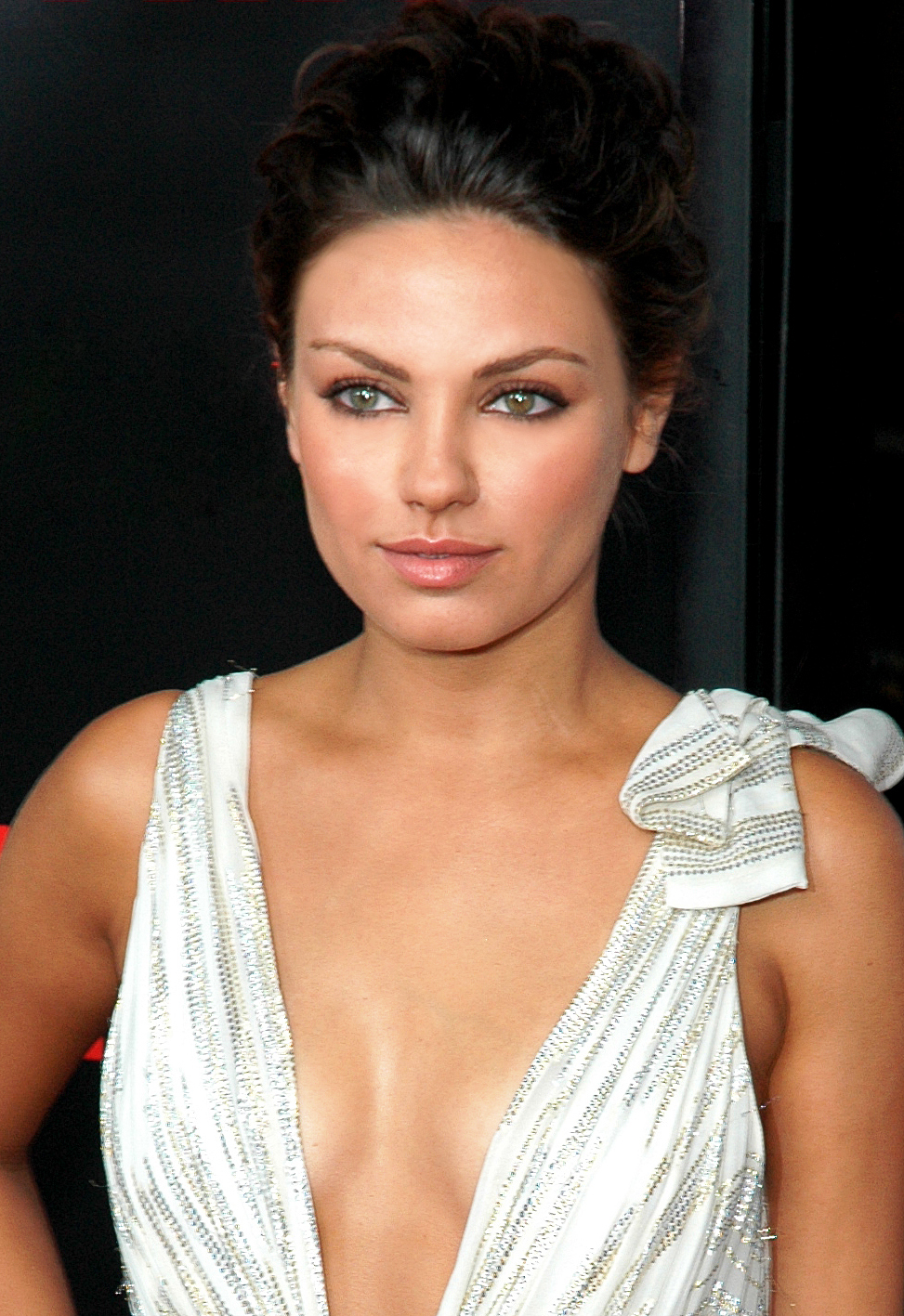
Mila Kunis lần đầu được tiếp cận để đóng trong Thiên nga đen vào năm 2008. Cô và người bạn diễn Portman đã dành sáu tháng để luyện tập và làm khỏe mạnh cơ thể trước khi bộ phim khởi quay.

Aronofsky lần đầu tiên thảo luận với Portman về khả năng của một bộ phim ba lê vào năm 2000, và ông thấy cô rất hứng khởi để diễn vai một vũ công ba lê. Portman giải thích khi đóng trong phim Thiên nga đen, "Tôi đã cố tìm những vai diễn đòi hỏi sự trưởng thành nhiều hơn từ chính bản thân tôi bởi vì bạn có thể kẹt trong một vòng luẩn quẩn hết sức dễ thương khi đóng vai phụ nữ trong phim, đặc biệt là với một người nhỏ nhắn như tôi." Portman gợi ý Aronofsky về người bạn Mila Kunis của mình sẽ rất hoàn hảo để vào vai diễn. Kunis trái ngược như Lily với Nina, "Nhân vật của tôi khá phóng túng... Cô ta không có những kỹ thuật tốt như nhân vật của Natalie, nhưng cô ấy có nhiều đam mê một cách tự nhiên. Đó là những gì mà Nina thiếu." Hai nhân vật nữ này được hướng dẫn vũ đạo trong vở Hồ thiên nga bởi Thomas Leroy, do Cassel thủ vai. Anh ấy đã so sánh nhân vật này với George Balanchine, người đồng sáng lập công tay ba lê New York và là "một nghệ sĩ quyền lực lạ thường, một nghệ sĩ thực thụ sử dụng tình dục để hướng dẫn các vũ công của mình".
Portman và Kunis bắt đầu tập luyện sáu tháng trước khi khởi quay để đạt được dáng người và các cơ bắp chuẩn và giống với các vũ công chuyên nghiệp. Portman tập luyện 5 tiếng đồng hồ một ngày, múa ba lê, tập thể hình và bơi lội. Một vài tháng gần ngày quay phim, cô bắt đầu tập vũ đạo ba lê. Kunis khá bận rộn khi tập aerobic và yoga, "tập luyện 7 ngày trong tuần, 5 tiếng, khoảng năm hoặc 6 tháng tổng cộng, và... thực hiện một chế độ ăn kiêng nghiêm ngặt với 1200 calo một ngày." Cô ấy giảm 20 pound so với cân nặng bình thường của mình khoảng 117 pound, và cũng nói thêm rằng Portman "còn trở nên ốm hơn tôi." Kunis nói, "Tôi phải tập ba lê như một đứa trẻ. Bạn phải mặc váy xòe và đứng trên sân khấu, và lúc đó trông bạn rất xinh xắn và xoay thật nhanh. Nhưng chuyện này rất khác bởi vì bạn không thể giả bộ được. Bạn không thể chỉ đứng đó và giả vờ như bạn biết bạn làm gì. Cả cơ thể bạn phải được cấu trúc thật khác thường." Georgina Parkinson, một giáo viên ba lê từ nhà hát American Ballet Theatre, huấn luyện các diễn viên múa ba lê. Các diễn viên múa ba lê đơn ở nhà hát American Ballet Theatre là Sarah Lane và Maria Riccetto lần lượt đóng thế cho Portman và Kunis.